# Polisen ordnar allt
Polisen ordnar allt (även Nattugglor) (engelska: Night Owls) är en amerikansk komedifilm med Helan och Halvan från 1930 regisserad av James Parrott.

## Handling
En rad inbrott har begåtts den senaste tiden i ett område, och för att få beröm av polischefen ber polisen Kennedy Helan och Halvan om att bryta sig in i polischefens hus så att han kan gripa dem och få beröm från chefen.

## Om filmen
Filmen spelades även in i versioner på spanska och italienska, där Helan och Halvan själva talar spanska och italienska. Den italienska versionen I ladroni har gått förlorad, medan den spanska versionen Ladrones finns helt bevarad och har getts på DVD.

### Svensk distribution
Filmen hade svensk premiär den 28 september 1932 med titeln Nattugglor och visades på biografen London i Stockholm.
Vid senare premiärer har filmen gått under titeln Polisen ordnar allt. Första gången var annandag jul 1945 på biografen Piccadilly som också ligger i Stockholm.

## Rollista (i urval)
- Stan Laurel – Stan (Halvan)
- Oliver Hardy – Ollie (Helan)
- Anders Randolf – polischefen
- Edgar Kennedy – polisen Kennedy
- James Finlayson – butlern
- Baldwin Cooke – polis
- Harry Bernard – polis[1]